# Vallesa de Mandor
La Vallesa de Mandor és un paratge situat als termes municipals de Paterna i Riba-roja de Túria, situat a la ribera septentrional del riu Túria. A principis del segle xx era una extensió agrícola amb una pinada de cinc-centes hectàrees. El fundador de la finca fou Enric Trénor Montesinos, que en 1921 rebria el comtat de la Vallesa de Mandor de mans d'Alfons XIII. En agost de 1994, un incendi va destruir gran part de la vegetació. Des del 2007, la Vallesa de Mandor forma part del Parc Natural del Túria.

## Arqueologia
A la finca anomenada Masia de Vélez es troba la Lloma de Betxí, jaciment arqueològic situat en un turó d'escassa elevació, a 99 metres sobre el nivell del mar, i amb un desnivell de 30 metres respecte al pla circumdant, a poca distància del riu Túria.
El jaciment, tot i conèixer-se des de principis del segle xx, no seria excavat fins 1984. L'excavació va servir per a confirmar que el jaciment datava de l'edat del bronze.